# Anne-Charlotte Pontabry
Pour les articles homonymes, voir Cachou (homonymie).
Anne-Charlotte Pontabry (également connue sous le pseudonyme Cachou), née le 31 juillet 1972, est une actrice française.

## Biographie
Anne-Charlotte Pontabry est née le 31 juillet 1972, à Neuilly-sur-Seine, elle est la fille de Jean-Louis Pontabry et de Marie-Hélène Marchand. Elle passe son enfance à Saint-Étienne-du-Grès où ses parents se sont établis un an après sa naissance.
Elle est à la fois actrice et mannequin. Découverte au milieu des années 1990 par la série télévisée Classe mannequin, on l'a vue également dans Cœurs Caraïbes, deux séries sur la chaîne M6.
Anne-Charlotte Pontabry apparait dans le film Jet Set en 2000. Elle incarne des rôles récurrents dans les séries Sous le soleil (2001-2002) puis Commissaire Moulin (2004-2008). En 2008, sa carrière redécolle véritablement lorsqu'elle intègre, sous son vrai nom, l'équipe de R.I.S Police scientifique. Anne-Charlotte Pontabry y incarne Katia Shriver, spécialiste au département des contre-expertises, dépêchée au cœur du RIS pour les aider à résoudre une affaire qui met à mal leur capitaine.

### Vie privée
Elle a un fils, James, né le 17 novembre 2004, avec le footballeur Stéphane Porato, dont elle est aujourd'hui séparée.
Elle donne naissance à son deuxième enfant, William, le 4 mars 2012, avec Franck Cygler, banquier, avec qui elle se marie civilement le 13 septembre 2023.
Elle est la nièce du préfet Claude Erignac.

## Filmographie

### Cinéma
- 2000 : Jet Set de Fabien Onteniente : elle-même
- 2021 : OSS 117 : Alerte rouge en Afrique noire de Nicolas Bedos : Annie

### Télévision
- 1991 : Salut Les Musclés (épisode 34 saison 4 : Les Hommes objets)
- 1993 : Le miel et les abeilles (épisode 84 : La Correspondante)
- 1993 : Classe mannequin : Victoire
- 1994 : Cœurs Caraïbes : Victoire
- 1995 : Paradis d'enfer
- 1997 : La Clef des champs (mini-série) : Nadège
- 1997 : Crime d'amour : Noémie Desguillot
- 2001 - 2002 : Sous le soleil : Alexandra Saint-Gilles Guérin (saison 6 épisode 40; saison 7 épisodes 6, 9, 12 et 13)
- 2002 : Femmes de loi (épisode 6 saison 2 : L'Œil de Caïn) : Caroline, la fiancée de Simon
- 2004 : Navarro (épisode 3 saison 16 : Fascination) : Maître Delmas
- 2004 : Quai n°1 (épisode 2 saison 7 : Affaires de familles) : Fabienne Forbach
- 2004 - 2008 : Commissaire Moulin : Dr. Sophie Magny, médecin légiste
- 2007 : Une femme d'honneur (épisode 1 saison 11 : Une journée d'enfer) : Jennifer Laborie
- 2007 : Le juge est une femme (épisode 1 saison 6 : Les Diamants du palais) : Laurence
- 2007 : Duval et Moretti (épisode 2 : Le Retour de Vanessa)
- 2008 - 2013 : R.I.S Police scientifique : Katia Shriver
- 2011 : Joséphine, ange gardien (épisode 2 saison 13 : Liouba) : Claire Pasquier
- 2013 : Commissaire Magellan (épisode 11 : Le Maître des illusions) : Élodie Vareux
- 2015 : Camping Paradis (épisode 6 saison 6 : Le Séminaire) : Anne-Sophie Garnier, la sœur d'Amandine
- 2019 : Commissaire Magellan (épisode 34 : Du sang sur la glace) : Claire Valdier
- 2020 : Mytho (saison 2) : Mme Martin
- 2020 : Maddy Etcheban (téléfilm) : la chef Céline Barenaga

## Doublage

### Séries télévisées
- 2008 : Cashmere Mafia : ? (?)
- 2010-2011 : New York, unité spéciale : Gillian Hardwicke, Substitut du procureur (Melissa Sagemiller)

## Discographie
- 1997 : Le fruit défendu / L'Anamour (chanson de Serge Gainsbourg).
- 1999 : Megalopolis, comédie musicale de Herbert Pagani.

## Publications
- Mes petites recettes faciles & gourmandes, Le Courrier du livre, 219 pages, 2022  (ISBN 978-2-7029-2133-3)[9]
- Mes nouvelles recettes faciles & gourmandes, Le Courrier du livre, 229 pages, 2023  (ISBN 978-2-7029-2653-6)